# Raymond Jungles
Raymond Jungles je americký zahradní architekt a zakladatel firmy Raymond Jungles Inc v Miami Florida. Jungles se zaměřuje především na soukromé zahrady a rekreační hotely na Floridě a v Karibiku. American Society of Landscape Architects jej ověnčila pětatřiceti oceněními za design a Floridská univerzita jej jmenovala svým nejvýznamnějších absolventem roku 2000. V jeho nejranějším období na něj měli vliv Luis Barragán a Roberto Burle Marx. 

## Profesionální ocenění
- 2005 Award of Excellence / Florida Chapter, ASLA / Island Modern
- 2001 Frederic B. Stresau Award of Excellence / Florida Chapter, ASLA / Dunn Garden Award of Excellence / Florida Chapter, ASLA / Hyatt Windward Point Resort
- "Landscape Architect of the Year" (Zahradní architekt roku)/ Miami Chapter, American Institute of Architects
- 2001 Frederic B. Stresau Award of Excellence / Florida Chapter, ASLA/Island Modern[4]